# 失落的朋友
失落的朋友（拉帕努伊语：Hoa Hakananai'a）是一座原位於複活節島的摩埃石像，它於1868年由一艘英國船隻黃玉號的船員從復活節島的奧龍戈取走，現藏於英國倫敦的大英博物館。
該雕像被描述為「傑作」，被視為是複活節島雕塑的最佳典範之一。雖然其尺寸相對較小，但它依然被認為是島上典型的雕像形式，並以背面獨特，與島上的鳥人崇拜有關的雕刻而著稱。

## 詞源
這座雕像在被移走時，則被島民認定並稱為「Hoa Hakananai'a」；英國船員首先以「Hoa-haka-nana-ia」或「Hoa-haka-nama-ia」的形式記錄了這個名字。並從拉帕努伊语的語言獲得不同的意涵：包括被翻譯為「破浪」、「衝浪」、「衝浪的夥伴」、「破浪大師」、「失落或被盗的朋友」、「被盜的朋友」、「隱藏的朋友」或「搶劫/嘲笑朋友」。

## 出土
1868年，失落的朋友被發現部分埋在復活節島島西南端奧龍戈村的一座舉辦砂岩儀式的「房屋」內。該雕像面向一個名為拉諾山的死火山口，背對著大海，根據推測，該雕像可能是為這個地方所製作，或者在被移動到它被發現的地方之前豎立在別處。
根據研究，這座雕像可能始於公元1000-1200年期間製造。儘管沒有經過放射性碳定年法，但普遍研究認為摩埃石像的製作基本始於公元1000年以上，且大部分發生在公元1300年至1500年之間。 摩埃石像的停產是在公元1600年結束，當時島民開始推倒大量的石像。然而，失落的朋友在下巴和鎖骨上的「Y」字形形狀，在復活節島現存留的雕像中仍少見，據說是後來技術上創新所製造。

## 物理描述

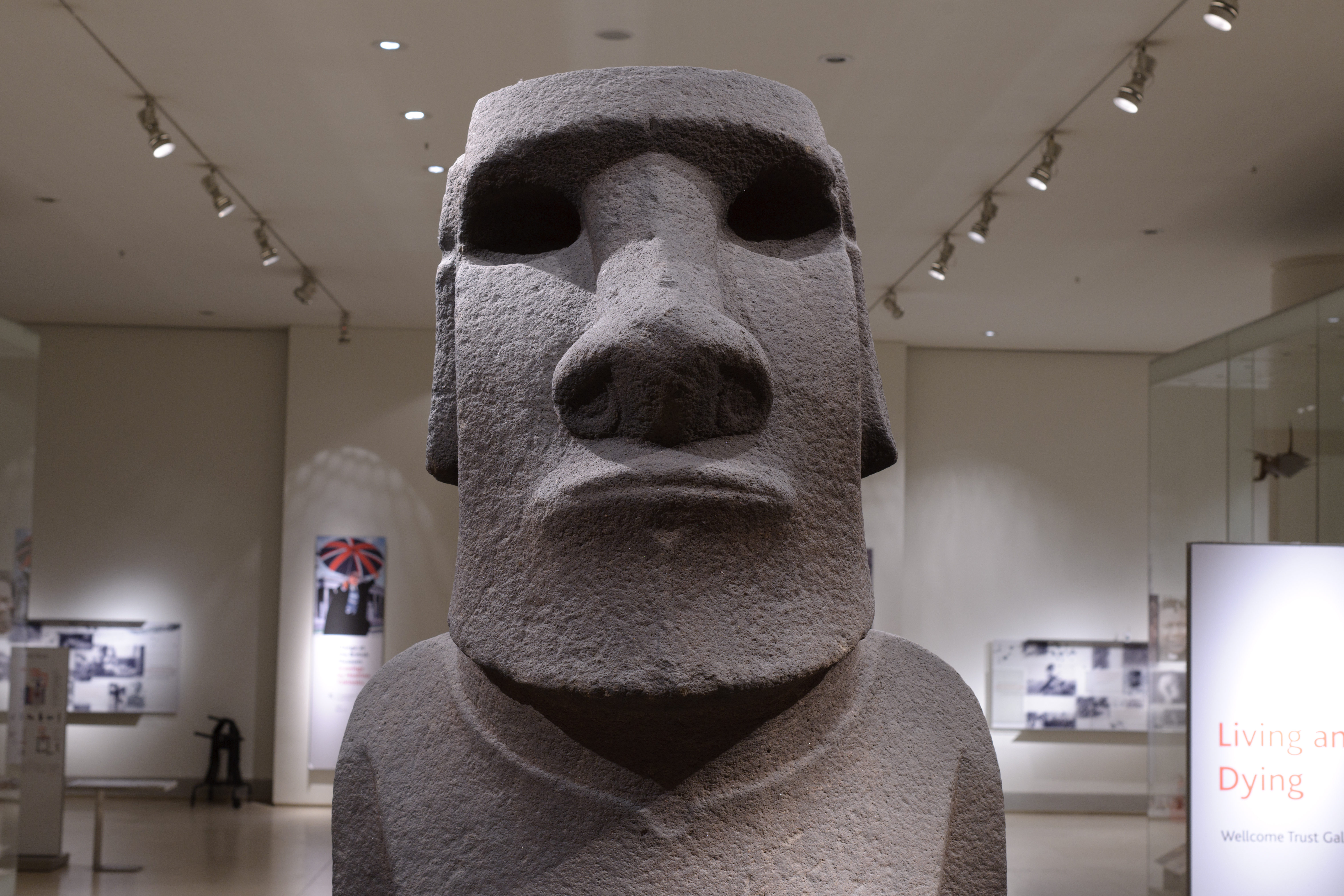
失落的朋友頭部的正面

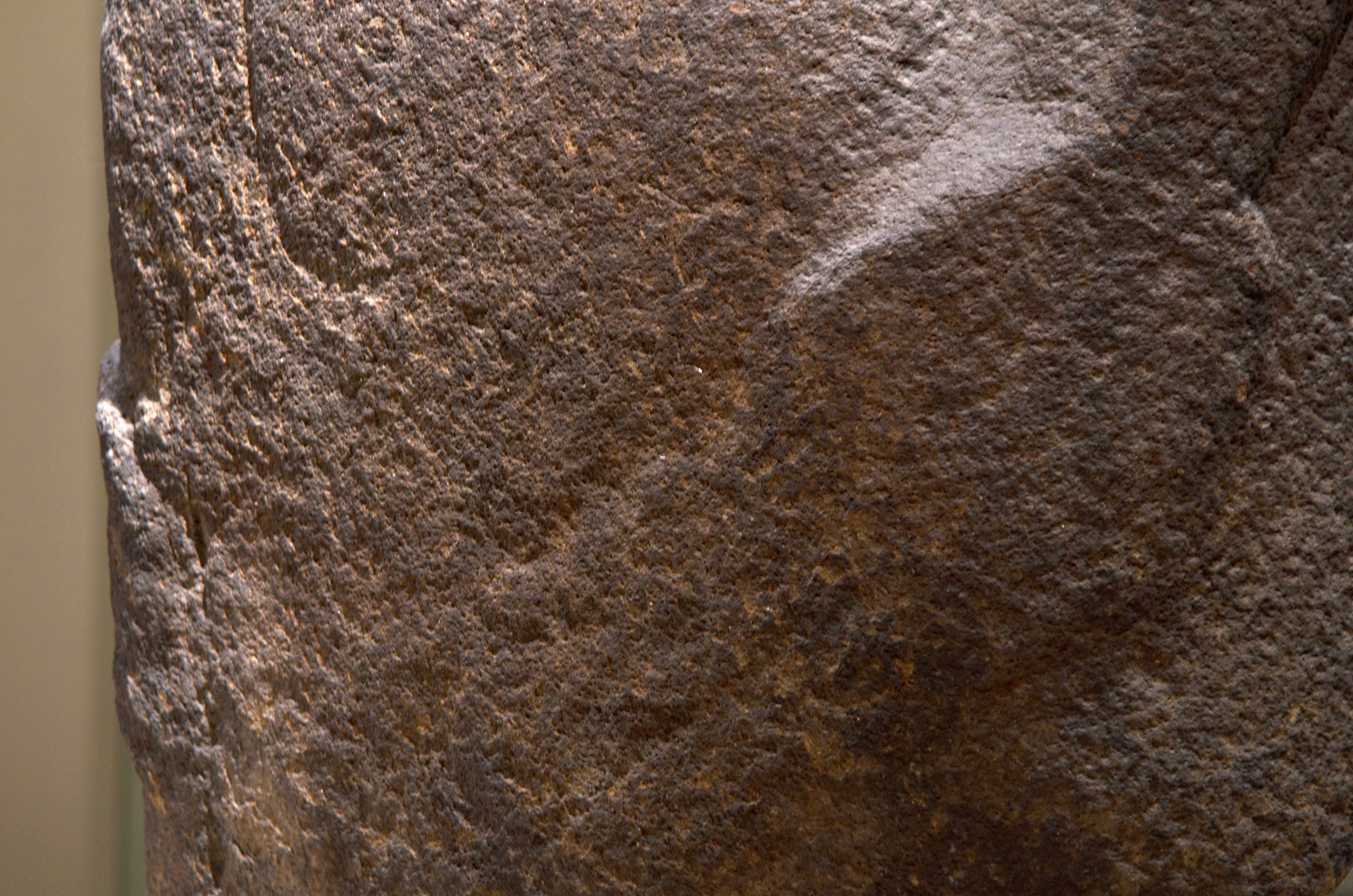
失落的朋友的手部細節

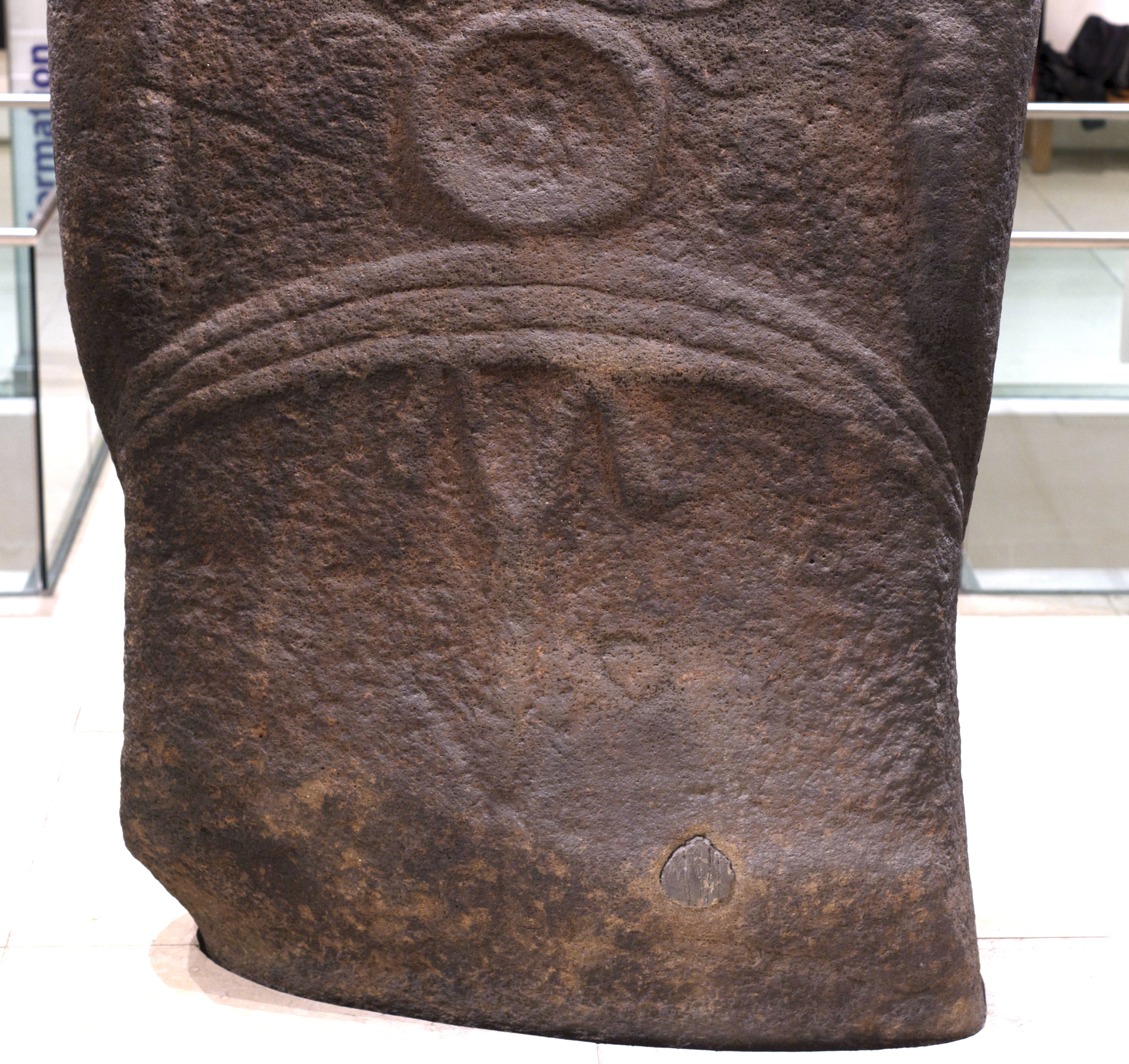
失落的朋友的下背部顯示了maro（腰帶或腰帶）和臀部的細節

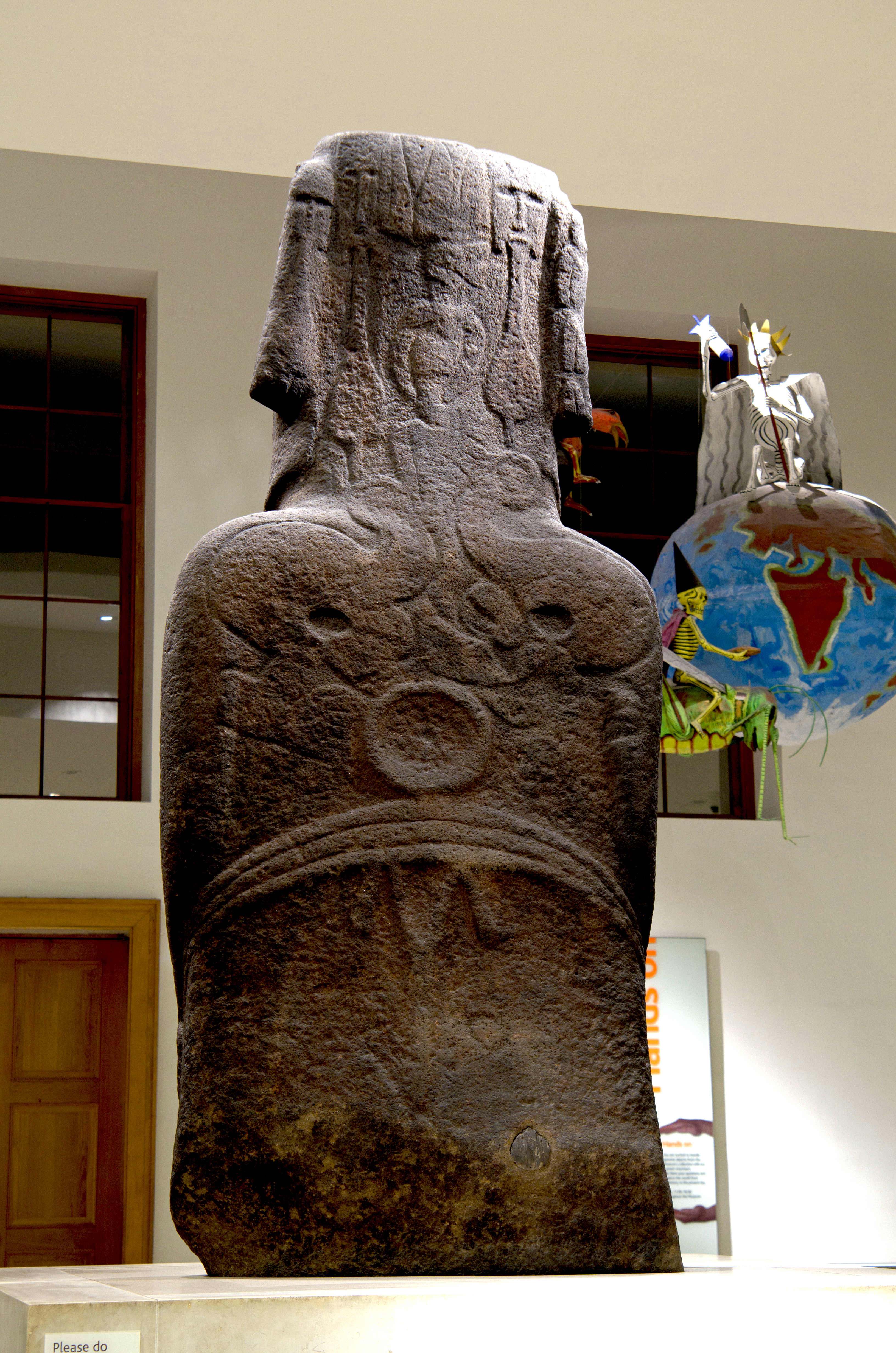
失落的朋友的背部

失落的朋友的形體構造符合復活節島的摩埃石像的典型特徵，它具有著厚重的眉毛、方正的臉、突出的鼻子和突出的下巴、乳頭、細長且輕微傾斜的臂，以及和朝向腹部的手，其腹部靠近底部。它有一個在下巴中央的凸起的「Y」形，眼睛則具有島上其他地方的雕像典型特徵，在儀式性的石平台上豎立，此外，該雕像也有一座長而矩形的耳朵。頸部周圍的一條線則被解釋為鎖骨的代表。
雖然復活節島上的大多數雕像都是帶紅色的凝灰岩，然而失落的朋友卻是由一塊深灰褐色的流熔岩製成的。 該岩石是在發現雕像的地方附近所開採的材料，不過並沒有岩石學分析的記錄來證實這一點。失落的朋友高2.42公尺（7.9 英尺）、寬96厘米（3.15 英尺）、重4.2噸。雕像的底座現在被隱藏在現代基座中，原本可能是平坦的結構，後來變窄了，或者從一開始就是粗糙而銳利。
按照其他的摩埃石像相比，失落的朋友背面被認為是簡單的，除了設有一種腰帶或腰帶，被稱為「maro」的衣飾之外，其背部則是由三條凸起的線和上方的一個圓圈以及下方的一個「M」字符組成。在基座附近有輕微刻畫著臀部的跡象。頭頂則較為光滑、平坦，原本被推測可能將支撐一個一個圓柱形石頭，被稱為「普卡奧」的帽子結構。在雕像遺址附近發現的一塊扁平圓形石頭，可能就是普卡奧，或者，如果底座是平的，則可能是雕像曾經站立的床板。有人認為雕像最初是豎立起來的，因此頭頂才呈現水平狀。

### 雕刻品
雕像的背面，即位於maro和頭頂之間的區域有著浮雕，被推測是在雕像製作後的某個未知時間所增加。浮雕的風格類似於奧龍戈村周圍岩石上的岩刻，在島上比其他地方更常見。
maro上的環的兩側和上方刻畫了兩個面對面的鳥人(tangata manu)，該人物是一種風格化的人類形象，其頭部有喙，據說代表著軍艦鳥。在這些之上，在雕像頭部的中心是一隻較小、被視為乌燕鸥（棕背燕鸥属）的小鳥。其兩側各有一個儀式舞蹈槳（ao），是男性力量和威望的象徵。沿著左耳的邊緣則為第三個槳，其尺寸較小。右耳上有一排、共四個外陰符號（komari）。「Y」字形的線則從頭頂下延伸。
雕刻品的精確解讀各不相同。其中，鳥人通常被解釋為马基马基，他是復活節島拉帕努伊神話中創造人類的神祇、豐饒之神和鳥人的主神。雕刻的內容可能是涉及一年一度的比賽，以取回遷徙的乌燕鸥下的第一個蛋。比賽則是在奧龍戈舉行，到時獲勝者則能夠成為鳥神星來年的代表。最後一次儀式被認為是在1866年或1867年舉行的。
當第一次被歐洲人發現時，雕刻品是紅色的，背景則呈現白色。當雕像被運到黃玉號上時，油漆受到大海的影響，大部分都被沖刷掉了。

### 新研究
在迄今為止最為密集的雕像調查之後，大英博物館及各界考古學者對此提出了對雕刻物更詳細的解釋。一項新的調查是在尚未發布的3D掃描調查之後進行的，,該技術是由摄影测量法和多項式紋理映射組成，用於創建高分辨率的數位圖像，在「兩維半」和三維的維度中使用。
藉由該技術的運用，一些雕刻品的細節也得以澄清。包括頭頂上的「Y」字形線實際上是兩個大型外陰符號的殘餘品，部分被後來增加其他雕刻物而被挖去。小鳥有一個閉合的喙，而不是像以前描述的那樣張開，左邊鳥人的腳有五個腳趾，並非六個。左耳下面有一個較小、淺的雕刻，可能是外陰符號或儀式舞蹈槳的頭。右邊鳥人的喙較短而圓的，而不是長而尖的；後者是藉由數位模型，以及由1868年拍攝的雕像照片的新解釋所支持的。
短喙的觀點已經有著一定的爭議，在其他研究中，有人提出背面現有的雕刻幾乎掩蓋了四個早期的鳥人形象，並且在胸部和手之間的前部可能有著刻有鳥人的地方。由於缺乏證據，該觀點並未受到支持，使得新的數位模型並看不到該研究。

新數位研究背後的考古學家還提出了一種新的閱讀主要組成的方式。有人建議：這些元素共同展現出鳥人儀式，包括將左邊的鳥人視為男性，右邊的女性（四個“蛋神”之二），以及上面的鳥是它們剛孵出來的幼鳥。與此同時，「整個雕像已經成為「鳥神」，它的臉被塗成白色...以人類鳥人的方式。」 不過，一組批評者將這種解釋描述為：「有趣、發人深省甚至有點詩意，儘管對這項假說深感印象深刻」，但依然拒絕了這些建議。
新數位研究背後的考古學家已經在線發布了捕獲的攝影測量模型，以及反射變換成像數據集，包括代表正面、下背部、中背部、 上背部和後腦勺，這些網站向公眾公開調查結果，以進行學術界的討論。

## 近代歷史
失落的朋友於1868年11月被英國皇家海軍船隻黃玉號的官員和船員發現。第一次看到時，它被埋到大約其高度的一半。在被挖掘出來後，官員們透過雪橇將失落的朋友拖下來，然後用木筏漂到船上。
第一張失落的朋友的照片是黃玉號停靠在智利瓦爾帕萊索時所拍攝的，當時共拍攝背面和正面的寫真。黃玉號的船長準將理查德·阿什莫爾·鮑威爾（Richard Ashmore Powell）則將照片寫信給英國海軍部，將「失落的朋友」及第二個較小，被稱為Hava的摩埃石像贈予英國。
黃玉號於1869年8月16日抵達英國普利茅斯。海軍部將這座雕像獻給了維多利亞女王，對此，維多利亞女王提議將它交給大英博物館。並將失落的朋友安裝在一個基座上，於博物館正門外的門廊下方展出。第二次世界大戰期間，它被帶入內部保留到1966年。隨後，它被轉移到博物館位於伯靈頓花園民族志系館區。
2000年，失落的朋友返回大英博物館的主址，當時它在大中庭的一個新設立、更高的基座上展出，然後搬到了現在的位置惠康信託畫廊（Wellcome Trust Gallery，24號展廳：生與死）展出至今。
失落的朋友曾被大英博物館館長尼爾·麥格雷戈（Neil MacGregor）選中，作為《100件文物中的世界史》的介紹物件。
2010年，它成為抗議英國石油公司處理2010年墨西哥灣漏油事故的目標。

## 遣返
拉帕努伊人認為摩艾石像是未經許可帶走的。2018年11月，在拉帕努伊以及智利政府推動的文化遺產行動中，復活節島總督勞拉·阿拉爾孔·拉普曾要求大英博物館歸還雕像。博物館同意與人民代表討論借出雕像的問題。然而並表示將「失落的朋友」留在博物館會「更符合公眾利益」，他們對此：「我們相信在大英博物館內展示其他文化的故事、呈現來自世界各地的物品，將是具有極大價值的一件事。」大英博物館非洲、大洋洲和美洲部負責人理森·博爾頓（Lissant Bolton）於2019年6月訪問了復活節島。
2021年，智利電影導演萊奧·帕卡拉蒂（Leonardo Pakarati）則拍攝了一部紀錄片《祖先的精神》（Te Kuhane o te tupuna），表明失落的朋友是從復活節島被偷走的符號，必須恢復其精神或法力，才能恢復該島的福利。

## 在流行文化中
- 失落的朋友啟發了許多藝術家，其中包括亨利·高迪-布熱斯卡（英语：Henri Gaudier-Brzeska）[73]和亨利·摩尔，他在1958年被拍到談論這座雕像。[74]摩爾曾評論它的「巨大存在」，並且它的製造者「本能地知道為露天設計的雕塑，必須要很大」。[75]2008至2009年，讓·穆克（英语：Ron Mueck）曾在失落的朋友面前展示了他的作品《Mask II》。[76]
- 羅伯特·佛洛斯特寫了一首關於它的詩，被稱為《壞島——復活節》。[77]
- 英國藝術家隆納·蘭皮特（英语：Ronald Lampitt）曾將其用作《Look and Learn》雜誌中，復活節島插圖的模型。[78]
- 皇家郵政於2003年為紀念大英博物館成立250週年而發行的一套六枚郵票上，印有失落的朋友等其他博物館物品。

## 外部連結
- The British Museum's Collection page on Hoa Hakananai'a （页面存档备份，存于）